# Капский удильщик
Капский удильщик, или бирманский удильщик (лат. Lophius vomerinus), — хищная рыба отряда удильщикообразных. Максимальная длина тела 100 см, средняя 50 см. Достигает половой зрелости при длине тела от 40 см. Максимальный зарегистрированный возраст 11 лет. Обитает в юго-восточной части Атлантического океана, у берегов Намибии и Южной Африки. Морской батидемерсальный вид, живущий на глубине 150—400 м. Встречается в глубокой части континентального шельфа и в верхней части материкового склона. Питается в основном донной рыбой, часто сардинами, сельдью и ставридами. Считается видом, близким к уязвимому положению. Является объектом коммерческого промысла.